# Kasey Perry-Glass
Kasey Perry-Glass (12 de outubro de 1987) é uma ginete de elite estadunidense, especialista em adestramento, medalhista olímpica por equipes na Rio 2016.

## Carreira
Kasey Perry-Glass por equipes conquistou a medalha de bronze montando Dublet, ao lado de Allison Brock, Steffen Peters e Laura Graves .